# Bella (película)
Bella es una película mexicano-estadounidense del año 2006 dirigida por Alejandro Gómez Monteverde protagonizada por Eduardo Verástegui y Tammy Blanchard que aborda el tema del aborto y la adopción.
Se exhibió el 6 de septiembre de 2006 en el Festival Internacional de Cine de Toronto, donde ganó el premio People's Choice Award (Premio de la audiencia). Posteriormente formó parte de la selección oficial en diversos festivales de cine en Estados Unidos y México.

## Producción
Bella es la ópera prima del director Alejandro Gómez Monteverde, quien coescribe el guion original con Patrick Million. El reparto incluye a Manuel Pérez, Angélica Aragón, Jaime Tirelli y Ali Landry. El filme está producido por Sean Wolfington, Eduardo Verástegui, Leo Severino, Alejandro Gómez Monteverde y Denise Pinckley. Los productores ejecutivos son J. Eustace Wolfington, Ana Wolfington y Stephen McEveety. Fue financiada por los productores Sean Wolfington y Eustace Wolfington. 
Stephen McEveety (productor de Corazón valiente y La Pasión de Cristo) fungió como consultor para el guion y después de terminada la película firmó como Productor ejecutivo para ayudar a vender la película. Esta película es el primer lanzamiento de McEveety bajo su nueva compañía Mpower Pictures.
Lionsgate y Roadside Attractions adquirieron los derechos de distribución de la película en los Estados Unidos de América y la estrenaron el 26 de octubre del 2007, de acuerdo a The Hollywood Reporter.
En México los derechos de distribución pertenecen a Quality Films, habiéndola estrenado el 1 de mayo del 2008.

## Argumento
José es un futbolista profesional retirado y ahora trabaja como chef principal en un restaurante de comida mexicana en Nueva York. Los empleados del restaurante se preparan antes de abrir al público y reciben instrucciones precisas de Manny, el propietario. Este nota la ausencia de Nina, una de las camareras. Cuando Nina se presenta a trabajar, Manny la reprende, pues es la tercera vez que llega tarde, y sin escuchar una explicación la despide entregándole sus pertenencias. Al retirarse, deja caer un oso de felpa y José la sigue para devolvérselo. Cuando la alcanza, ella le dice que la razón de sus retrasos es que está embarazada y tiene malestares. José se ofrece para hablar sobre el asunto y la invita a comer.
Nina le dice que no ama al padre de su bebé y no está lista para ser madre soltera, por lo que cree que abortar es la mejor opción para ella. En ese momento se acerca la dueña del restaurante, quien conoce a José, y él le pide de favor que acepte a Nina de nuevo como camarera. José invita a Nina a un paseo por la playa, pero antes debe regresar al restaurante de su hermano. Manny le reclama por haber abandonado el trabajo sin otro motivo que seguir a Nina, y al final de la confrontación lo despide. En el tren rumbo a la playa, José plantea a Nina la posibilidad de entregar a su bebé en adopción, y ella contesta de manera irónica, sugiriéndole que sea él quien se quede con su bebé.
El padre de José los recibe en su casa y los invita a cenar, y después de ayudarle en las labores del jardín, José le pide las llaves de su coche, un Ford modelo antiguo. Cuando se lo muestra a Nina, le confiesa que la última vez que lo condujo terminó en la cárcel. Cinco años atrás, camino a una conferencia de prensa celebrada por la firma de un contrato millonario con un equipo de fútbol, atropelló a una niña recibiendo una condena de cuatro años por homicidio involuntario. Ahora tiene que vivir con la culpa de haber terminado con la vida de una pequeña. La mamá de José llega a su casa y platica con él sobre lo que está ocurriendo, pues Manny está preocupado por su comportamiento. A la hora de la cena la mamá de José relata la historia del inicio de su matrimonio, cuando no podían tener hijos y adoptaron a Manny en Puerto Rico. Aun así, para ellos no es diferente a sus otros hijos.
Por la noche salen a caminar por la playa y Nina le platica a José la muerte de su padre, el distanciamiento con su madre y su deseo de formar una familia basada en el amor a su pareja. Ya de regreso en Nueva York, Nina le pide a José que la acompañe a la clínica donde se practicará el aborto, pero él duda y Nina lo entiende. Años más tarde, ambos se reencuentran cuando Nina va a conocer a su hija, quien fue adoptada por José luego de que ella se arrepintiera de la decisión que hiba a tomar, y descubre que su nombre es Bella.

## Premios
Bella se llevó el premio People's Choice Award en el Festival Internacional de Cine de Toronto en 2006, situándolo en la categoría de "previos ganadores al Oscar" junto con Carros de Fuego, La vida es bella, American Beauty, entre otras.
En el 2007 Bella ganó en el Festival Heartland el premio Crystal Heart Award y también el gran premio de cien mil dólares americanos para el "Mejor Film Dramático". Este es el mayor premio en efectivo de cualquier festival de cine en el mundo. Bella ya había ganado dicho año ese Festival y el segundo premio fue otorgado por una selección entre las 5 mejores películas dramáticas. 
El Instituto Smithsoniano, el más grande y prestigioso del mundo, entregó el 5 de septiembre de 2007 el Premio Legacy (Herencia) a los cineastas mexicanos Eduardo Verástegui y Alejandro Monteverde, por su positiva contribución al arte y cultura latina, en una gran fiesta de gala, en reconocimiento a sus contribuciones a la cultura de ambos países por medio de su trabajo, visión y compromiso.
Recibió también en el 2007 el Tony Bennett Media Excellence Award.
Recaudó 1,3 millones de dólares en su primer fin de semana en sólo 165 pantallas a pesar de competir con películas que se exhiben en 3.000 a 4.000 pantallas. En total recaudó 7,6 millones de dólares.

## Reparto
| Actor              | Personaje     |
| ------------------ | ------------- |
| Eduardo Verástegui | José          |
| Tammy Blanchard    | Nina          |
| Manny Pérez        | Manny         |
| Ali Landry         | Celia         |
| Angélica Aragón    | Madre de José |
| Jaime Tirelli      | Padre de José |
| Ramón Rodríguez    | Eduardo       |
| Jaime Rovi         | Conductor     |

## Música
La música está compuesta por Stephan Altman y las canciones que se escuchan a lo largo de la película y durante los créditos son:
| Título                        | Intérprete         |
| ----------------------------- | ------------------ |
| Sway                          | Rosemary Clooney   |
| El Pilote                     | Manuel Iman        |
| Te Lo Agradezco Pero No       | Alejandro Sanz     |
| On My Own / No Puede Salvarme | Joey Ryan          |
| Valentín de la Sierra         | Xocoyotzin Herrera |
| Lo Que Dios Quiera            | Marco Flores       |
| Cucurrucucu paloma            | Jhon Secada        |
| En la Palma de tu Mano        | Daniel Indart      |
| Light On                      | Joey Ryan          |
| Nearer Blessed Lord           | Nina Simone        |
| Junk in the Trunk             | David Carpenter    |
| Jaleo                         | Manuel Iman        |
| Será la Forma                 | Daniel Indart      |
| Meet me by the Water          | Rachael Yamagata   |
| My Love Goes Free             | Jon Foreman        |